# Козлов, Дмитрий Вячеславович
Дми́трий Вячесла́вович Козло́в  (10 марта 1964, Москва) — советский и российский учёный в области гидравлики, инженерной гидрологии и гидротехнического строительства, доктор технических наук, профессор, член-корреспондент РААСН (2024), заведующий кафедрой гидравлики и гидротехнического строительства НИУ МГСУ, почётный работник высшего профессионального образования Российской Федерации, почётный работник водного хозяйства, почётный работник агропромышленного комплекса России.

## Образование
Высшее, 1986 г. — факультет гидротехнического и гидромелиоративного строительства Московского ордена Трудового Красного Знамени гидромелиоративного института (МГМИ) по специальности «Гидротехническое строительство речных сооружений и ГЭС», квалификация инженер-гидротехник.
1991 г. — целевая аспирантура МГМИ по кафедре Комплексного использования водных ресурсов (бывш. Использование водной энергии).

## Учёные степени, звания
В 1992 году под руководством кандидата технических наук, доцента Н. Ф. Юрченко защитил кандидатскую диссертацию на тему «Гидравлические и термические особенности зимнего режима бьефов речных гидроузлов» по научной специальности 05.23.16 — Гидравлика и инженерная гидрология. Официальными оппонентами по работе выступили доктор технических наук, профессор Владимир Дебольский и доктор технических наук, профессор Давид Штеренлихт, ведущей организацией — производственное предприятие «Совинтервод».
В 2002 году защитил докторскую диссертацию на тему «Развитие теории и методов гидравлических, ледотехнических и гидротермических расчетов водоемов и водотоков с ледяным покровом» по научным специальностям 05.23.16 — Гидравлика и инженерная гидрология и 05.23.07 — Гидротехническое строительство.
В 1996 году получил учёное звание доцента по кафедре комплексного использования водных ресурсов, в 2003 году — профессора по той же кафедре.
В 2024 году принял участие в выборах на вакансию члена-корреспондента РААСН по отделению строительных наук по научному направлению (специальности) «Энергетическое строительство», выиграл их и получил академическое звание члена-корреспондента РААСН.

## Трудовая деятельность
1986—1992 гг. — инженер, старший инженер института «Союзгипроводхоз» Министерства мелиорации и водного хозяйства СССР (с 1988 г. ПО «Совинтервод»).
1990—2014 гг. — ассистент, старший преподаватель, заместитель декана факультета ГТС, декан СФ, доцент, профессор, проректор по учебной работе (1997—2006), ректор (2006—2014 гг.) Московского государственного университета природообустройства (МГУП), (до 1994 г. — Московский гидромелиоративный институт (МГМИ)).
2014—2016 гг. — проректор по инновационному развитию, профессор ФГБОУ ВПО «Российский государственный аграрный университет — МСХА им. К. А. Тимирязева» (РГАУ-МСХА), а с сентября 2017 года и по настоящее время — заведующий кафедрой Гидравлики и гидротехнического строительства Национального исследовательского Московского государственного строительного университета (НИУ МГСУ), по совместительству до сентября 2017 года - профессор кафедры Комплексного использования водных ресурсов и гидравлики РГАУ-МСХА.

## Научно-педагогическая деятельность
Автор более 330 публикаций, в том числе 5 учебников, 5 монографий, 37 учебно-методических и более 250 научных работ, 4 патента. Основные направления научной деятельности: инженерное ледоведение, гидравлика русл, строительство и эксплуатация гидротехнических сооружений в суровых климатических условиях, управление водными ресурсами и экология водных объектов, проблемы водохозяйственного и гидротехнического образования.
Читает курсы: Речные гидроузлы, Введение в гидротехнику, Комплексное использование водных ресурсов, Гидроэлектростанции, Гидрофизика водных объектов; ведет курсовое и дипломное проектирование.
Под научным руководством защищено 15 кандидатских и 1 докторская диссертации.
В разные годы был членом диссертационных советов по защите кандидатских и докторских диссертаций в Московском государственном строительном университете (по настоящее время), Московском государственном университете природообустройства (2003—2014 гг.), Всероссийском научно-исследовательском институте гидротехники им. Б. Е. Веденеева (2009—2012 гг., 2017 г. и по настоящее время); председателем диссертационного совета в РГАУ-МСХА имени К. А. Тимирязева (2016-2018 гг.), членом Ученого совета ВНИИ гидротехники и мелиорации им. А. Н. Костякова; членом экспертных советов ВАК РФ по агроинженерным специальностям (2007—2013 гг.) и по строительству и архитектуре (2018 г. и по настоящее время, с 2022 г. - председатель).
Член Научного совета РААСН «Инженерные системы водопользования», секции государственной политики и регулирования в области водных ресурсов и безопасности ГТС Научно-технического совета Минприроды РФ, Подкомитета ПК12 «Проектирование и строительство гидротехнических и мелиоративных сооружений» Технического комитета по стандартизации ТК465 «Строительство» Росстандарта, Научно-технического совета ПАО «РусГидро» (председатель секции «Водохранилища и охрана окружающей среды») и др.
Член Общественного совета Федерального агентства водных ресурсов.
Член редколлегии журналов «Мелиорация и водное хозяйство», «Водное хозяйство России», «Приволжский научный журнал», «Гидротехническое строительство», "Вестник МГСУ", "Известия ВНИИГ имени Б.Е. Веденеева", “Magazine of Civil Engineering”, «International journal for computational civil and structural engineering» и др.

## Награды и звания
- медаль ордена «За заслуги перед Отечеством» II степени[3]
- медаль «В память 850-летия Москвы»[3]
- медаль «Лауреат ВВЦ»[3]
- почётная грамота Министерства сельского хозяйства Российской Федерации[3]
- почётная грамота Министерства образования и науки Российской Федерации[3]
- почётная грамота Государственной Думы Федерального собрания Российской Федерации[3]
- почётная грамота Правительства Москвы[3]
- нагрудный знак «Почётный работник высшего профессионального образования Российской Федерации»[3]
- нагрудный знак «Почетный работник водного хозяйства»[3]
- нагрудный знак «Почетный работник агропромышленного комплекса России»[3]
- знак Губернатора Московской области «За полезное»
- нагрудный знак "Почетный строитель России"
- нагрудный знак "Заслуженный работник гидроэнергетики"
- государственное звание "Ветеран труда"